# 송진초등학교
송진초등학교(松津初等學校)는 대한민국 경상남도 밀양시에 있는 공립 초등학교이다.

## 연혁
- 1946년 5월 31일 송진국민학교 설립 인가
- 1946년 7월 1일 송진국민학교 개교
- 1980년 3월 10일 병설유치원 개원
- 1996년 01일 송진초등학교로 개칭
- 1996년 3월 1일 교육방송 지역중심학교 지정(2년간)
- 1999년 11월 8일 시지정 독서교육시범발표
- 2004년 3월 1일 시 지정 사이버 학습센터 운영 시범학교
- 2004년 11월 11일 시지정 사이버학습센터 시범발표
- 2007년 11월 29일 평생교육 지역중심학교 운영
- 2008년 11월 30일 녹색학교 사업 완료(2년)
- 2009년 2월 17일 제63회 졸업(총 6320명)
- 2009년 3월 1일 흡연예방(금연)교육 솔선수범학교 지정 운영
- 2011년 3월 1일 도지정 청렴교육 시범학교
- 2012년 2월 17일 제66회 졸업(5명, 총 6,343명)
- 2012년 3월 1일 교과부 선정 건강증진 모델학교 운영
- 2013년 2월 20일 제67회 졸업(11명, 총 6,354명)
- 2014년 2월 20일 제68회 졸업(5명, 총 6,359명)
- 2015년 2월 13일 제69회 졸업(9명, 총 6,368명)
- 2015년 3월 1일 제25대 허미영 교장 취임